# Ginobed
Ginobed fue una localidad del antiguo municipio español de Valle de Solán, en la provincia de Huesca.

## Historia
Hacia mediados del siglo XIX, el lugar, por entonces perteneciente al municipio de Valle de Solán, tenía contabilizada una población de 65 habitantes. Aparece descrito en el octavo volumen del Diccionario geográfico-estadístico-histórico de España y sus posesiones de Ultramar de Pascual Madoz con las siguientes palabras:

GINOBED: l. del ayunt. del valle de Solana en la prov, de Huesca (13 leg.), part. jud. de Boltaña (2 1/2), aud. terr. y c. g. de Zaragoza (23), dióc. de Barbastro (10). sit. en la cumbre de un cerro en el principio de su declive por el E., con clima regular, combatido del viento N., y se padecen algunas pulmonias. Tiene 8 casas que componen dos calles y una plaza pequeña, igl. aneja del l. de Tricas (Santiago), servida por un cura, y para el surtido del vecindario hay una fuente de aguas potables. Confina el térm. N. Cajol; E. Tricas; S. rio Ara, y O. Muro de Solana. El terreno es de inferior calidad, buralenco y pizarroso, comprende dos trozos de sierra poblada de mata baja, y le atraviesan dos barrancos, Yasa que va recto á incorporarse al r. Ara, y Guarga, que aunque desagua en el mismo r., toma diferente rumbo en direcciones varias, hasta que corre por las inmediaciones de Muro de Solana, y desde aqui se une á aquel r. Los caminos son locales en mal estado. El correo se recibe de Boltaña por balijero los jueves y domingos, y se despacha los miércoles y sábados. prod.: trigo morcacho, patatas, legumbres y hortalizas: cria de ganado lanar y cabrio: caza de perdices y conejos. pobl.: 8 vec., 65 alm. riqueza y contr. (V. Boltaña, part. jud.)
(Madoz, 1847, p. 424)

El lugar, que quedó despoblado, forma ahora parte del término municipal de Fiscal.